# Músser
Músser ['musә] és una entitat de població del municipi cerdà de Lles de Cerdanya. El 2019 tenia 40 habitants.
Juntament amb Arànser va formar un municipi fins a la seva integració a Lles de Cerdanya el 1970.

## Llocs d'interès
- Església de Sant Fructuós de Músser
- Rocaviva